# 露兜樹語

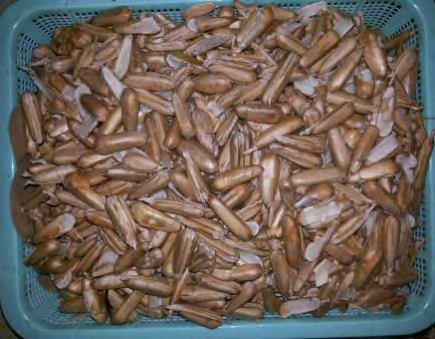
卡魯卡核果（Pandanus julianettii）

露兜樹語是新幾內亞中央高地东部一些民族在採集卡魯卡樹和野卡鲁卡树（均为露兜树属）的坚果時使用的避諱言語。

## 使用
新幾內亞高地的人們每年在森林中紮營採收卡魯卡树（Pandanus julianettii）和野卡鲁卡树（Pandanus brosimos）的坚果作為食物。當地人認為許多词语会让人联想到不利于坚果生长的事物，對露兜樹有害，因此在進入森林時會用一套詞彙取代禁忌词汇，包含近千個單詞和短语，大多数跟採集露兜樹果有关。當地人相信使用露兜樹語可以控制高地的魔法、安撫野狗之神Kita-Menda（又稱為）等危險的自然神靈。
无论男女老少，在進入採集區域時都必須使用露兜樹語，而且露兜樹語不可以在其他地方使用，以免山神聽到後前來查看，被外人知道的詞會被替換掉。不會露兜樹語的外人可以用巴布亞皮欽語。隨著巴布亞皮欽語在當地流行，以及年輕一輩不再害怕森林，近年來露兜樹語漸漸少用，其中克瓦和因邦古的露兜樹語正面臨滅絕。

## 結構
露兜樹語的文法和詞彙基于當地人的母語，但是更縮限，特別是生物的名稱。经常用一个词来表示一众平常用不同词语指稱的東西，或是改用借词。
具體詞語的處理方式在不同的露兜树語中並不一致。以卡魯卡樹為例：在克瓦語，平常稱之為aga，但在露兜樹語中稱之為rumala agaa，但在卡蘭語，不管是平常還是露兜樹語都稱之為 。

## 有露兜樹語域的語言
已经详细记录其露兜樹語域的語言包括：
- 因邦古語（英语：因邦古語）[1][2]
- 卡蘭語（英语：Kalam language）[3][1][2]
- 克瓦語（英语：Kewa language）[1][2]
- 柯本語[3]
- 梅爾帕語（英语：Melpa language）[1][2]
- 門第語（英语：Angal language）[1][2]
- 太浦語（英语：Taiap language）[3]

有些露兜樹語也在其他情境使用。卡蘭語的露兜樹語（稱為“卡鲁卡语”或“避讳语”）在烹食鶴鴕時也會說，而且可以在採集區域以外無顧忌地使用。他們使用露兜樹語不是出於害怕神靈，而是為了避免採到的核果品質不良，或對鶴鴕表示尊敬。胡里語的露兜樹語（稱作 ）除了用在採集露兜樹果，也用于打獵和旅行，以迴避叢林裡有害的神靈。